# فرقة المشاة الرابعة والعشرين (الفيرماخت)
فرقة المشاة الرابعة والعشرين (بالألمانية: 24. Infanterie-Division) فرقة مشاة تابعة للجيش الألماني تنشط في الحرب العالمية الثانية. وقد خدمت على الجبهة الشرقية في ارتباطات مثل حصار سيفاستوبول وحصار لينينغراد، التي تم تدميرها أخيرًا في جيب كورلاند في عام 1945.

## التاريخ

### تشكيل والحملة البولندية
تم تشكيل فرقة المشاة الرابعة والعشرين في 15 أكتوبر 1935 في كيمنتس، وتم وضعها تحت قيادة الفريق فيرنر كينيتز ‏ حتى أبريل 1938، عندما تم تمرير الأمر إلى اللفتنانت جنرال سيجيسموند فون فورستر. في نوفمبر، تم تعيين الفريق فريدريش أولبريشت قائدًا. تم فصل فوج المشاة 171 من هذاه الفرقة في أغسطس 1939 وتم تسليمها إلى فرقة المشاة 56 التي تم تفعيلها حديثًا، في حين تم تسليم عناصر من كتيبة المشاة 24 إلى فرقة المشاة 87.

## القادة
- اللواء فيرنر كينتز (15 أكتوبر 1935 - 1 أبريل 1938)
- اللفتنانت جنرال سيجيسموند فون فورستر (1 أبريل - 10 نوفمبر 1938)
- اللواء فريدريش أولبريشت (10 نوفمبر 1938 - 15 فبراير 1940)
- اللواء جاستن فون أوبرنيتز (15 فبراير - 14 يونيو 1940)
- جنرال المشاة هانز فون تيتاو (14 يونيو 1940 - 14 فبراير 1943)
- العقيد إرنست أنطون فون كروسيجك (14 فبراير 1943)
- العقيد كورت فيرسوك (23 فبراير - 10 يونيو 1943)
- اللواء والتر ويسمات (10 يونيو - 6 يوليو 1943)
- اللواء كورت فيرسوك (6 يوليو 1943 - 19 فبراير 1944)
- العقيد كورت أوبلت (19-24 فبراير 1944)
- اللفتنانت جنرال هانز فرايهر فون فالكنشتاين (24 فبراير - 3 يونيو 1944)
- جنرال القوات الجبلية كورت فيرسوك (3 يونيو - 2 سبتمبر 1944)
- العقيد هارالد شولتز (3 سبتمبر 1944 - 8 مايو 1945)